# Julia Schneider-Wagentristl
Julia Schneider-Wagentristl (* 15. Juli 1993 als Julia Wagentristl) ist eine österreichische Politikerin der Österreichischen Volkspartei (ÖVP). Vom 17. Februar 2020 bis zum 6. Februar 2025 war sie Abgeordnete zum Burgenländischen Landtag.

## Leben

### Ausbildung und Beruf
Julia Wagentristl besuchte die Unterstufe am Gymnasium der Diözese Eisenstadt und die Oberstufe am BG/BRG Kurzwiese Eisenstadt, wo sie den naturwissenschaftlichen Zweig absolvierte und 2011 maturierte. Anschließend begann sie ein Studium der Agrarwissenschaften an der Universität für Bodenkultur Wien, das sie 2014 als Bachelor of Science abschloss. Ein darauffolgendes Masterstudium im Bereich der Nutzpflanzenwissenschaften beendete sie 2017 als Diplomingenieurin mit einer Diplomarbeit zum Thema Physische und psychische Arbeitsbeanspruchung von Landwirtinnen bei Grundbodenbearbeitung und Saat auf österreichischen Landwirtschaftsbetrieben.
2017/18 war sie Referentin in der EU Koordination im Bundesministerium für Land- und Forstwirtschaft, Umwelt und Wasserwirtschaft, ab 2018 war sie Trainee in der Industriellenvereinigung in Wien und Brüssel. Anschließend war sie in der Tierfutterhersteller Austria Pet Food in Pöttelsdorf als Projektmanagerin tätig, im Nebenerwerb bewirtschaftet sie eine Landwirtschaft in Kleinfrauenhaid. Seit 2004 ist sie Mitglied der Freiwilligen Feuerwehr Zemendorf. 2014 wurde sie Landesobfrau-Stellvertreterin des Vereins Burgenländische Kinderwelt, seit 2018 ist sie Bundesobfrau des Vereines Österreichischen Kinderwelt. Seit 2021 ist sie Landesleiterin der ÖVP Frauen Burgenland und seit 2023 engagiert sie sich im Verein Hilfe im eigenen Land als Landesleiterin des Burgenlandes.

### Politik
Wagentristl gehört seit 2012 dem Gemeinderat in Zemendorf-Stöttera an. Von 2013 bis 2016 war sie Landesobmann-Stellvertreterin der Jungen Volkspartei (JVP) Burgenland, deren Landesgeschäftsführerin sie 2015 wurde.
Bei der vorgezogenen Landtagswahl im Burgenland 2020 kandidierte sie hinter Christian Sagartz, der ins EU-Parlament wechselte, an zweiter Stelle im Landtagswahlkreis 3 (Mattersburg). Am 17. Februar 2020 wurde sie in der konstituierenden Sitzung der XXII. Gesetzgebungsperiode als jüngste Abgeordnete zum Burgenländischen Landtag angelobt.
Im August 2021 wurde sie in Nachfolge von Gabi Hafner zur geschäftsführenden Landesleiterin der ÖVP Frauen Burgenland gewählt, im Oktober 2021 erfolgte die Wahl zur Landesleiterin am Landestag der ÖVP-Frauen.
Für die Landtagswahl 2025 wurde sie auf Platz neun der ÖVP-Landesliste gereiht. Sie erhielt kein Mandat und schied nach der Wahl aus dem Landtag aus.